# Мнацаканян, Цакан Вердиевич
Цакан Вердиевич Мнацаканян (арм. Ծական Վերդիի Մնացականյան, азерб. Sakan Verdiyeviç Mnasakanyan; 1884 — ?) — советский азербайджанский виноградарь, Герой Социалистического Труда (1950).

## Биография
Родился в 1884 году.
В послевоенные годы работал звеньевым виноградарского совхоза имени Низами Таузском района. В 1949 году получил урожай винограда 201,7 центнер с гектара на площади 4 гектара. 
Указом Президиума Верховного Совета СССР от 4 сентября 1950 года за получение высоких урожаев винограда на поливных виноградниках в 1949 году Мнацаканяну Цакану Вердиевичу присвоено звание Героя Социалистического Труда с вручением ордена Ленина и золотой медали «Серп и Молот».